# Aline de Lima

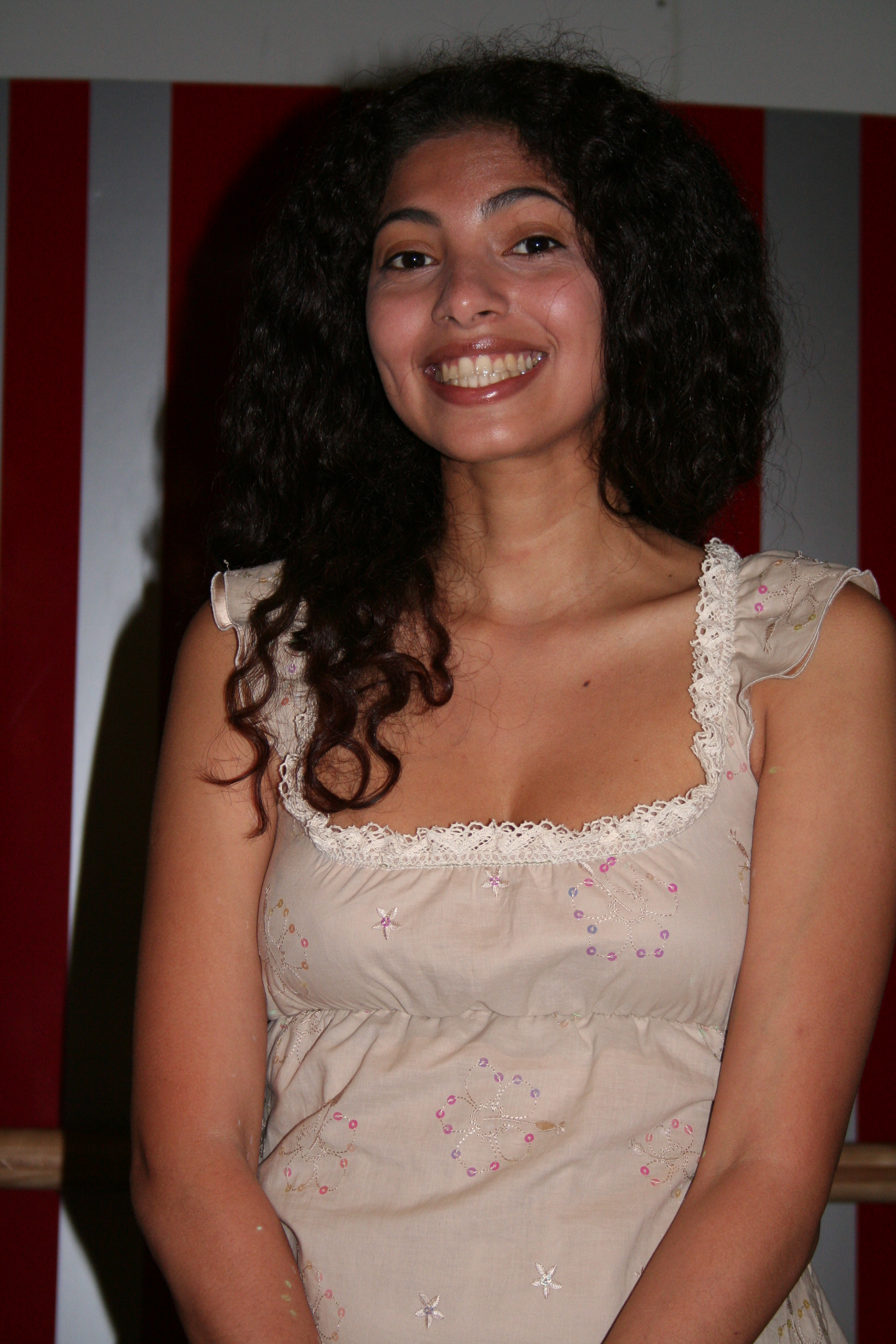
Aline de Lima

Aline de Lima, född 23 oktober 1978 i Caxias, Maranhão, är en brasiliansk sångerska och låtskrivare, numera bosatt i Paris.

## Musik
Alines skivor ges ut av det franska independentbolaget Naïve, som även ger ut fransk-italienska sångerskan/fotomodellen Carla Brunis skivor. 
Aline sjunger en duett med svenska artisten Johan Christher Schütz på hans CD Blissa Nova, utgiven 2007. 
På Açaí från 2008 fortsatte deras samarbete i och med att Aline spelade in en cover på Schütz' svenska låt Som om ingenting har hänt. Açaí är producerad av den japanska producenten Jun Miyake, och innehåller förutom den svenska låten även en låt på franska och övriga på portugisiska.
Det musikaliskt artistnamnet "Aline de Lima" är endast relaterat till de två album som producerats och släppts av Naïve Records, utan ytterligare album släppt under samma namn.

## Diskografi
- Açaí (2008)

- Arrebol (2006)